# Ghiacciaio Hamilton (costa di Shackleton)
Il ghiacciaio Hamilton è un ghiacciaio tributario lungo circa 22 km situato nella regione meridionale della Dipendenza di Ross, nell'Antartide orientale. Il ghiacciaio, il cui punto più alto si trova a circa 2000 m s.l.m., si trova nei monti della Regina Elisabetta, nell'entroterra della costa di Shackleton, e fluisce verso nord a partire dal versante nord-occidentale dell'altopiano Markham fino a unire il proprio flusso, a cui lungo il percorso si è unito quello del ghiacciaio del Principe di Galles, a quello del ghiacciaio Nimrod.

## Storia
Il ghiacciaio Hamilton è stato così battezzato dai membri della squadra settentrionale della spedizione di ricognizione antartica neozelandese svolta nel periodo 1960-61 in onore di W. M. Hamilton, allora segretario del dipartimento per la ricerca industriale e scientifica neozelandese.